# Vuelta a Navarra 2024
La Vuelta a Navarra 2024, fue la LXI edición de la Vuelta a Navarra. Constó de cuatro etapas comenzando en Pamplona y finalizando en Artajona. Como en años anteriores, Laboral Kutxa y el Gobierno de Navarra patrocinaron el evento.

## Equipos
| Equipo continental- Illes Balears Arabay Cycling Equipos ciclistas aficionados (9)- Vigo-Rías Baixas - Equipo Gomur - Equipo Finisher - Equipo Telco - Eiser Hirumet Cycling Team - Jira Bira NUUK-Grupo Eulen - High Level-GSport - Laboral Kutxa-Fundación Euskadi - Hostal Latorre-Ederlan Equipos regionales y de clubes (5)- AVC Aix-en-Provence - Club Ciclista Padronés - Bicicletas Rodríguez-Extremadura - Caja Rural-Alea - Basso Team Flanders Unknown team category (2)- Club Ciclista Eibarrés - Zamora Enamora Cycling Team |
| |

## Etapas
| Etapa | Fecha      | Ruta                         | Kilómetros | La etapa victoriosa    | Líder de la clasificación principal. |
| 1.    | 23 de mayo | Pamplona - Pamplona          | 160,8      | Ilia Shchegolkov       | Ilia Shchegolkov                     |
| 2.    | 24 de mayo | Urdax - Bagordi              | 122,5      | Alex Díaz Álvarez      | Alex Díaz Álvarez                    |
| 3.    | 25 de mayo | Olloqui - Zubiri             | 176,8      | Alberto Álvarez Campos | Alex Díaz Álvarez                    |
| 4.    | 26 de mayo | Artajona - Cerco de Artajona | 127,7      | Samuel Fernández       | Alex Díaz Álvarez                    |

### Desarrollo de las etapas
La segunda etapa se desarrollaría casi enteramente por el Valle del Baztán, comenzado en Urdax y terminando en el monte Bagordi como celebración del 40.º aniversario de la primera ocasión en la que la Vuelta a Navarra tuvo una etapa en el mencionado valle (en la edición de 1984).
En la mañana del 26 de mayo, en la zona de Artajona, la Policía Foral de Navarra tuvo que intervenir después de que un hombre utilizase una excavadora para echar tierra sobre un pequeño tramo de la carretera por la que cruzaría la última etapa de la Vuelta a Navarra 2024. El cuerpo policial evitó el sabotaje antes de la llegada de los corredores y el hombre resposable fue enviado a la unidad de Psiquiatría del Hospital Universitario de Navarra.

## Clasificaciones
| \| Clasificación general \| Clasificación general \| Clasificación general \| Clasificación general \| Clasificación general \| \| Ciclista \| Ciclista \| Equipo \| Tiempo \| \| \| --------------------- \| ----------------------- \| -------------------------------- \| --------------------- \| --------------------- \| \| 1.º \| Álex Díaz \| Caja Rural-Alea \| 14 h 13 min 22 s \| \| \| 2.º \| Iker Trigo \| Laboral Kutxa-Fundación Euskadi \| + 50 s \| \| \| 3.º \| Nil Gimeno \| Equipo Finisher \| + 56 s \| \| \| 4.º \| David González Tirado \| Vigo-Rías Baixas \| + 56 s \| \| \| 5.º \| José Luis Faura Asensio \| Club Ciclista Padronés \| + 1 min 05 s \| \| \| 6.º \| Marc Cabedo Hernández \| Club Ciclista Padronés \| + 1 min 08 s \| \| \| 7.º \| Ander Ganzabal \| Laboral Kutxa-Fundación Euskadi \| + 1 min 11 s \| \| \| 8.º \| Alberto Álvarez \| Bicicletas Rodríguez-Extremadura \| + 1 min 40 s \| \| \| 9.º \| Mateo Vierge \| Jira Bira NUUK-Grupo Eulen \| + 2 min 35 s \| \| \| 10.º \| Xabier Cerro \| Laboral Kutxa-Fundacion Euskadi \| + 4 min 29 s \| \| |                         |                                  |                  |
| |                         |                                  |                  |
| |                         |                                  |                  |
| Clasificación general |                         |                                  |                  |
| Ciclista | Ciclista                | Equipo                           | Tiempo           |
| 1.º | Álex Díaz               | Caja Rural-Alea                  | 14 h 13 min 22 s |
| 2.º | Iker Trigo              | Laboral Kutxa-Fundación Euskadi  | + 50 s           |
| 3.º | Nil Gimeno              | Equipo Finisher                  | + 56 s           |
| 4.º | David González Tirado   | Vigo-Rías Baixas                 | + 56 s           |
| 5.º | José Luis Faura Asensio | Club Ciclista Padronés           | + 1 min 05 s     |
| 6.º | Marc Cabedo Hernández   | Club Ciclista Padronés           | + 1 min 08 s     |
| 7.º | Ander Ganzabal          | Laboral Kutxa-Fundación Euskadi  | + 1 min 11 s     |
| 8.º | Alberto Álvarez         | Bicicletas Rodríguez-Extremadura | + 1 min 40 s     |
| 9.º | Mateo Vierge            | Jira Bira NUUK-Grupo Eulen       | + 2 min 35 s     |
| 10.º | Xabier Cerro            | Laboral Kutxa-Fundacion Euskadi  | + 4 min 29 s     |